# Mercat de la Barceloneta
El Mercat de la Barceloneta és un edifici situat entre la plaça del Poeta Boscà, i els carrers del Baluard, Maquinista i Atlàntida del barri del mateix nom de Barcelona, inclòs a l'Inventari del Patrimoni Arquitectònic de Catalunya.

## Història
Des del seu origen, la Barceloneta ha tingut un caràcter eminentment mariner i pescador. Inicialment era un mercat a l'aire lliure situat a la plaça de Sant Miquel.
L'actual mercat fou inaugurat el 1884, obra de l'arquitecte Antoni Rovira i Trias. Es tractava d'un edifici característic de l'arquitectura del ferro, distribuït en una nau central i dues laterals, amb una coberta metàl·lica sostinguda per suports puntuals sense murs perimetrals, adequat al conjunt de les activitats comercials. Va ser destruït parcialment pels bombardejos durant la Guerra Civil.

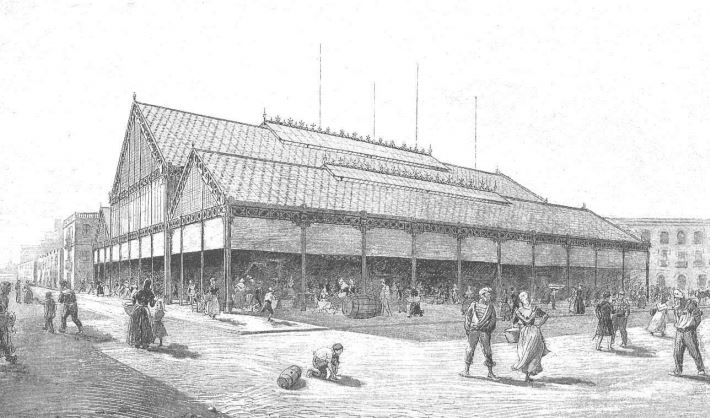
El mercat el 1890

Entre els anys 2002 i 2007 s'hi feu una remodelació integral segons el projecte de l'arquitecte Josep Miàs, estret col·laborador del desaparegut Enric Miralles. A l'estructura metàl·lica del vell ferro forjat original de l'època, que s'ha respectat majoritàriament, i s'hi incorporaren elements moderns i funcionals. La nova estructura s'ha fet amb una perfileria que dialoga amb l'estructura existent. S'ha mantingut la volta metàl·lica, amb bigues amb formes ondulades que recorden al pròxim mar Mediterrani. Sobre s'hi disposa una coberta lleugera de panells metàl·lics als quals s'hi ha incorporat aïllant tèrmic. Per sota, un fals sostre amb un malla metàl·lica a sota atorga un efecte reflectant al sostre. HI destaca la gran pèrgola a l'entrada principal que s'endinsa a la plaça del poeta Boscà.
Per dur a terme aquestes reformes, les noves peces metàl·liques es realitzaren prèviament en un taller tenint en compte les seves dimensions per fer possible el seu transport pels estrets carrers que condueixen fins al mercat, on s'acoblaren.

## Descripció
Es tracta d'un edifici aïllat que disposa de la planta baixa, on s'emplacen els espais comercials, dues plantes subterrànies on s'hi localitzen els magatzems i el moll de descàrrega, a més d'un altell on hi ha les oficines i un saló d'actes. Té una superfície total de 2.670 m² i una de comercial de 645 m².